# Anoplopomàtids

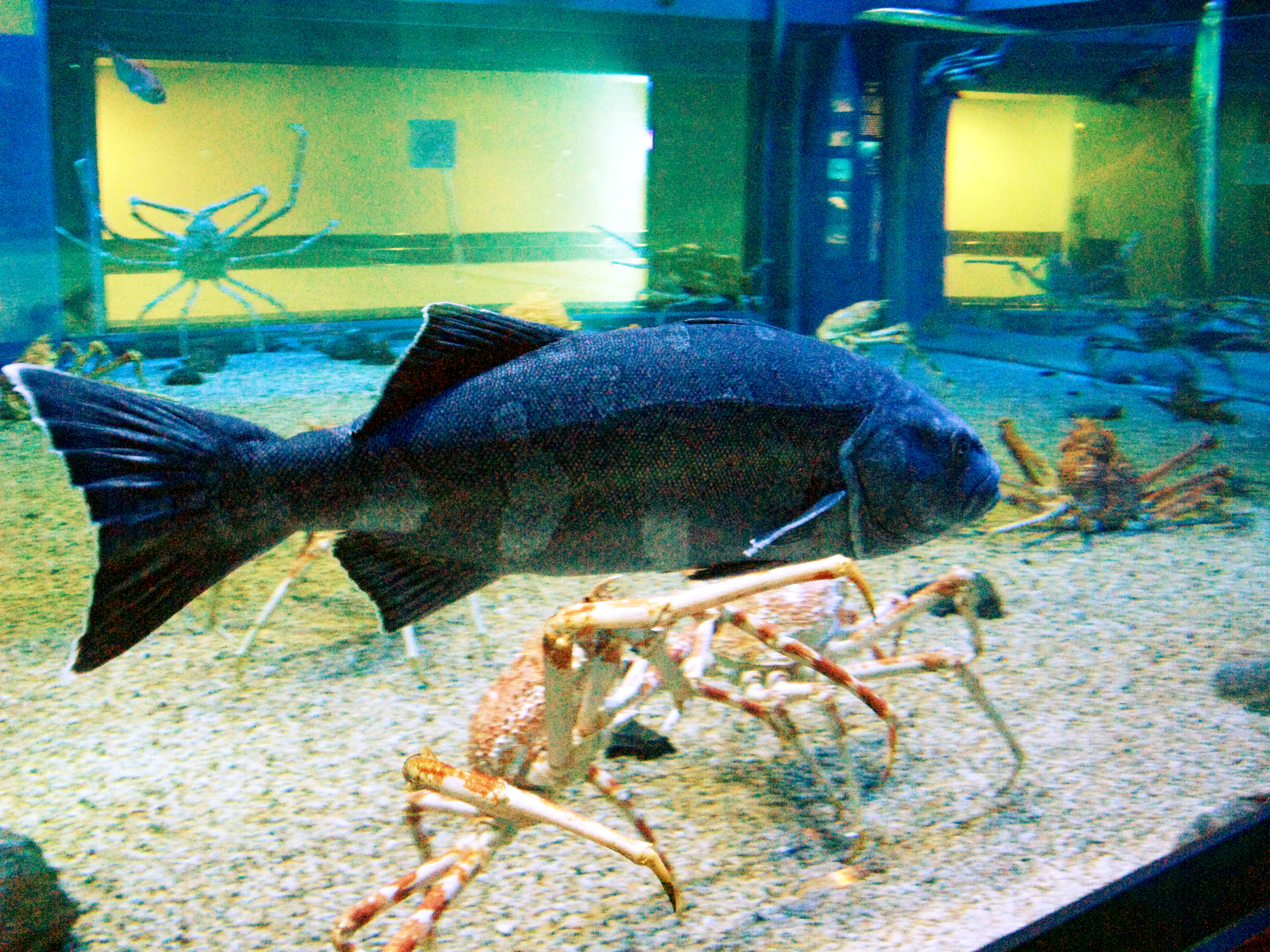
Erilepis zonifer

Els anoplopomàtids (anoplopomatidae) són una família de peixos marins, l'única del subordre Anoplopomatoidei dins de l'ordre Scorpaeniformes, distribuïts per la costa nord del Pacífic, des de Califòrnia fins al Japó. El seu nom procedeix del grec: anoplos (desarmat) + pomatos (coberta).
Apareixen per primera vegada en el registre fòssil en el Miocè, durant el Terciari superior.